# Vittime di Cosa nostra in Italia

I giudici Giovanni Falcone e Paolo Borsellino, entrambi vittime di Cosa nostra in Italia.

Le vittime di Cosa nostra in Italia, accertate fino ai primi anni sessanta del '900, risultano essere circa 2376, che superano il valore di 5 000 se compresi anche gli stessi mafiosi uccisi. Cosa nostra è attestata esistente fin dal 3 agosto 1838 in Sicilia, sulla base di una relazione del procuratore borbonico Pietro Calà Ulloa. Che la sua esistenza possa essere antecedente lo testimonia però la relazione di un altro procuratore generale, quello di Agrigento, che già dieci anni prima, il 16 ottobre 1828, segnalò nel proprio territorio la presenza di una associazione fuorilegge settaria con le medesime caratteristiche protomafiose. Sebbene le vittime di Cosa nostra cominciarono ad essere documentate solo a partire dal 17 dicembre 1860, data dell'annessione della Sicilia al costituendo Regno d'Italia, che il potenziale delittuoso raggiunto da questa organizzazione criminale fosse elevato già in fase preunitaria è dimostrato dall'attentato mafioso subito il 27 novembre 1859 da Salvatore Maniscalco, comandante della gendarmeria borbonica.

## XIX secolo

### Anni 1860
- Giuseppe Montalbano (3 marzo 1861). Medico ed ex Garibaldino guidò i contadini di Santa Margherita Belice nella rivendicazione di feudi usurpati, nonostante avesse ricevuto avvertimenti e minacce. Fu ucciso sotto casa con tre colpi di fucile alle spalle.[8]
- Pietro Sampolo (17 maggio 1861). Giurista, docente di diritto, avvocato e in seguito giudice. Fu ucciso in un agguato.[8]
- Giambattista Guccione (27 agosto 1861). Magistrato, giudice consigliere di Corte d'Appello di Palermo. Fu assassinato sotto casa.[9][10]
- Giovanni Corrao (3 agosto 1863). Combatté con i mille di Garibaldi che lo nominò Generale. Nelle indagini sul suo omicidio comparve, per la prima volta in Italia, la parola mafia.[8][11]

### Anni 1870
- Mario Pancari (12 marzo 1871). Fu ucciso con un colpo di fucile. Un processo condannò come mandante il sindaco di Vittoria stabilendo la natura mafiosa del delitto.[12][13][14]
- Giuseppe Pace Turrisi (26 novembre 1872). Avvocato, Sindaco trentenne di San Mauro Castelverde. Fu ucciso con tre colpi di rivoltella perché collaborava alla cattura di latitanti.[8]
- Giuseppe Lipari (4 aprile 1873). Guardia campestre. Fu ucciso a Monreale perché collaborante con le autorità.[13]
- Salvatore Caputo (13 luglio 1874). Contribuì alla cattura di un boss latitante della società degli stoppaglieri, una cosca mafiosa siciliana di fine '800. Fu ucciso con un colpo di pistola.[13]
- Felice Marchese (22 ottobre 1874). Custode dell'acqua della Mensa Arcivescovile. Fu ucciso nel corso di una guerra tra cosche con cinque colpi di fucile a pallettoni.[15][16]
- Emanuele Attardi (8 novembre 1874) a undici anni è ucciso a Bagheria (Palermo), una sera del novembre 1874, da un colpo di lupara diretto contro il padre Gaspare, cancelliere nella locale pretura, al quale i notabili e i criminali affiliati all'associazione dei Fratuzzi, un'organizzazione di fine Ottocento, addebitano la responsabilità dell'arresto di tre soci e altrettanti assessori comunali. Per la palese connivenza degli amministratori locali con i criminali, cui rilasciano perfino certificati di buona condotta e protezioni durante la latitanza, fuori dall'orario di ufficio il funzionario frequenta soltanto ufficiali del distretto militare. Non basterà ad evitare l'assassinio del bambino, il primo vittima delle mafie di cui si abbia notizia, mentre dà la mano al papà sulla soglia di casa. Il delitto rimarrà impunito.[8][17]
- Giuseppe Aguglia (15 giugno 1876). Caporale delle guardie campestri. Fu ucciso a Bagheria per la sua opera di contrasto alla mafia.[8]
- Anna Nocera (10 marzo 1878). Domestica di 17 anni. Fu uccisa per nascondere la sua gravidanza conseguenza di una relazione con il figlio di un mafioso.[13]
- Damiano Seidita (19 giugno 1878). Guardiano di un fondo presso Monreale. Fu ucciso a colpi di lupara da uno dei capi-mafia di Porta Montalto perché si era opposto a delle estorsioni.[13]
- Gaspare Amoroso (15 settembre 1878). Carabiniere di leva. Fu ucciso a coltellate da alcuni suoi parenti mafiosi per la violazione del codice della criminalità organizzata.[8][18]
- Giorgio Verdura (7 maggio 1879), Ex sindaco di Bolognetta. Fu ferito a colpi di fucile e morì in ospedale dopo aver fatto rivelazioni agli inquirenti.[19]

### Anni 1880
- Stanislao Rampolla (23 febbraio 1889). Delegato di pubblica sicurezza. Morto suicida dopo essere stato trasferito dal Prefetto a seguito delle sue denunce di collusione con la mafia da parte del sindaco di Marineo. La vedova riuscì a far arrivare quelle denunce in tribunale, ma il processo stabilì che la mafia non esisteva e si concluse con l'assoluzione degli imputati.[8][13]

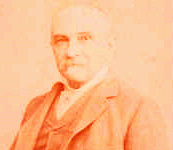
Emanuele Notarbartolo

### Anni 1890
- Baldassarre La Mantia (26 agosto 1890). Custode dell’acqua del manicomio di Palermo. Fu ucciso per essersi rifiutato di cedere il controllo dell'acqua a malavitosi.[8]
- Francesco Gebbia (10 ottobre 1892). Consulente legale e consigliere comunale. Fu ucciso a colpi di fucile a Mezzojuso.[13]
- Emanuele Notarbartolo (1° febbraio 1893). Ex sindaco di Palermo ed ex direttore generale del Banco di Sicilia. Fu ucciso a coltellate mentre viaggiava in treno.[8][13]
- Emanuela Sansone (27 dicembre 1896). Ragazza diciassettenne. Fu uccisa da un colpo di fucile in un attentato contro la madre sospettata di avere denunciato alle autorità lo spaccio di banconote false.[8][13]
- Mauro Gherghi (29 settembre 1897). Delegato di pubblica sicurezza. Fu ucciso a Partinico in un agguato avvenuto di sera sotto casa.[20][21]
- Antonino D'Alba (1897), membro della cosca di Falde.
- Vincenzo Lo Porto e Giuseppe Caruso (24 ottobre 1897), due cocchieri affiliati alla cosca dell'Olivuzza.

## XX secolo

### Anni 1900

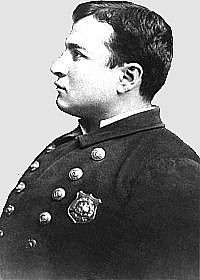
Joe Petrosino

- Luciano Nicoletti (14 ottobre 1905), contadino socialista, impegnato nelle affittanze collettive per ottenere la gestione delle terre da parte dei contadini. Ucciso a Corleone (PA).
- Andrea Orlando (13 gennaio 1906), medico chirurgo nonché consigliere comunale socialista di Corleone, sosteneva anch'egli le affittanze collettive. Ucciso a Corleone (PA).[22]
- Giuseppe (Joe) Petrosino (12 marzo 1909), figlio di emigranti, divenne ben presto tenente della polizia di New York (NYPD), in particolare dell'Italian Legion, cioè gruppi di agenti italiani, a suo giudizio indispensabili per combattere la mafia americana. Stimato da Roosevelt per il suo impegno costante nel cercare di sconfiggere la mafia, allora chiamata Mano Nera, assicurò alla giustizia boss di alto calibro. Capì che la mafia, a New York, aveva le sue radici in Sicilia, tant'è che intraprese un viaggio in Sicilia per infliggerle il colpo mortale. In Sicilia, proprio nell'ultimo giorno della sua permanenza, trovò la morte.
- Pietro Vasta (5 agosto 1909), medico, fu ucciso a Favara per la sua lotta contro l'usura.

### Anni 1910
- Don Filippo Di Forti (16 agosto 1910) Sacerdote, economo del seminario di Caltanissetta, ucciso nel paese di San Cataldo. Movente misterioso e autori ignoti, ma la matrice mafiosa del delitto è ritenuta la più credibile.
- Lorenzo Panepinto (16 maggio 1911), maestro elementare nonché consigliere comunale socialista a Santo Stefano Quisquina.
- Mariano Barbato (20 maggio 1914), esponente di spicco del Partito socialista del tempo, viene ucciso a Piana dei Greci nel 1914 assieme al cognato Giorgio Pecoraro.[23]
- Giorgio Pecoraro (20 maggio 1914), contadino sessantaseienne, venne assassinato assieme al cognato Mario Barbato a Piana dei Greci.[23]
- Bernardino Verro (3 novembre 1915), sindaco socialista di Corleone si batteva anch'egli per le affittanze collettive.
- Giorgio Gennaro (16 febbraio 1916), prete non gradito a Cosa nostra, viene ucciso a Ciaculli (PA) per aver denunciato il ruolo dei mafiosi nell'amministrazione delle rendite ecclesiastiche.[24]
- Giovanni Zangara (29 gennaio 1919), dirigente contadino e assessore della giunta socialista a Corleone, viene ucciso a Corleone (PA).[25]
- Costantino Stella (6 luglio 1919), arciprete di Resuttano, era uscito dalla sacrestia e si era dedicato ad importanti attività sociali. Viene accoltellato il 28 giugno per poi morire il 6 luglio a Resuttano (CL).
- Giuseppe Rumore (22 settembre 1919), segretario della Lega contadini, viene ucciso a Prizzi (PA).
- Alfonso Canzio (19 dicembre 1919), presidente della Lega per il miglioramento agricolo, viene ucciso a Barrafranca (EN).

### Anni 1920
- Nicola Alongi (29 febbraio 1920), dirigente socialista e anima del movimento contadino, viene ucciso a Prizzi (PA).
- Paolo Li Puma e Croce Di Gangi (30 settembre 1920), contadini nonché consiglieri comunali socialisti di Petralia Soprana, vengono uccisi a Petralia Soprana (PA).
- Paolo Mirmina (3 ottobre 1920), combattivo sindacalista socialista, viene ucciso a Noto (SR).
- Antonino Scuderi (9 ottobre 1920), segretario della cooperativa agricola nonché consigliere comunale socialista di Paceco, viene ucciso a Paceco (TP).
- Giovanni Orcel (14 ottobre 1920), segretario dei metalmeccanici di Palermo nonché promotore (assieme ad Alongi) del collegamento tra movimento operaio e movimento contadino nel palermitano. Era il candidato socialista alla provincia di Palermo quando viene ucciso a Palermo.
- Giuseppe Monticciolo (27 ottobre 1920), presidente socialista della Lega per il miglioramento agricolo, viene ucciso a Trapani.
- Stefano Caronia (17 novembre 1920), arciprete di Gibellina.
- Giuseppe Zaffuto (morto il 26 dicembre 1920), Gaetano Circo (morto a Palermo il 4 febbraio 1921), Calogero Faldetta (morto a Palermo il 31 dicembre 1920), Carmelo Minardi (morto a Palermo il 26 dicembre 1920), Salvatore Varsalona (morto il 27 dicembre 1920): il 26 dicembre 1920, quattro persone incappucciate, rimaste sconosciute, lanciarono una bomba all'interno della sezione socialista di Casteltermini (sita in via Nazario Sauro), in quel momento piena di militanti. L'esplosione provocò, oltre a numerosi feriti, la morte del prof. Zaffuto, segretario locale, insieme a quattro contadini iscritti al partito. Dall'accertamento compiuto dai carabinieri, incaricati di indagare sul grave attentato, risultò che l'atto criminale venne compiuto dalla mafia della Valle del Platani, «perché le cooperative agricole socialiste avrebbero provocato la fine dei campieri della mafia che indisturbati imperavano su tutte le campagne e su tutti i proprietari».
- Giuseppe Compagna (29 gennaio 1921), contadino nonché consigliere comunale socialista di Vittoria.
- Pietro Ponzo (19 febbraio 1921), contadino nonché presidente della Cooperativa agricola di Salemi, fu ucciso a Salemi.
- Mariano De Caro (7 aprile 1921), dirigente locale del Fascio, fu ucciso in piazza a Misilmeri (PA).[26]
- Vito Stassi (28 aprile 1921), dirigente del movimento dei contadini, viene ucciso a Piana degli Albanesi (PA).
- Giuseppe Cassarà e Vito Cassarà (5 maggio 1921), dirigenti socialisti nella Piana degli Albanesi (PA), uccisi dalla criminalità locale.
- Domenico Spatola, Mario Spatola, Pietro Spatola e Paolo Spatola (16 gennaio 1922), parenti di Giacomo Spatola (presidente della locale società agricola cooperativa). Tutti uccisi a Paceco.[27][28]
- Sebastiano Bonfiglio (11 giugno 1922), sindaco di Erice nonché membro della direzione del Partito Socialista, viene ucciso a Erice (TP).
- Antonino Ciolino (30 aprile 1924), dirigente delle lotte contadine, ucciso a Piana degli Albanesi (PA).
- Domenico Perricone (30 gennaio 1929), sindaco e podestà di Vita (TP).

### Anni 1930
- Bartolomeo Perricone (13 giugno 1932), podestà di Vita (TP).[29]

### Anni 1940
- Antonio Mancino (2 settembre 1943), carabiniere.
- Santi Milisenna (27 maggio 1944), segretario della federazione comunista di Enna.
- Andrea Raia (6 agosto 1944), organizzatore comunista.
- Calogero Comajanni (28 marzo 1945), guardia giurata, viene ucciso una mattina a Corleone (PA). La sua colpa era stata quella di arrestare un boss in erba del calibro di Luciano Liggio.
- Nunzio Passafiume (7 giugno 1945), sindacalista.
- Filippo Scimone (20 giugno 1945), maresciallo dei carabinieri, viene ucciso a San Cipirello (PA), dalla banda Giuliano.
- Filippo Marino e Antonio Smeraldi (20 giugno 1945).
- Calcedonio Catalano (18 agosto 1945), ragazzino di 13 anni, ucciso durante uno scontro a fuoco tra carabinieri e banditi.
- Agostino D'Alessandro (11 settembre 1945), segretario della Camera del Lavoro di Ficarazzi.
- Liborio Ansalone (13 settembre 1945), Comandante dei Vigili Urbani ucciso per aver partecipato alla retata del 1926 insieme al Prefetto Cesare Mori.
- Calogero Cicero (14 settembre 1945), carabiniere semplice, viene ucciso a Favara (AG), in un conflitto a fuoco con dei banditi di Palma di Montechiaro.
- Fedele De Francisca (14 settembre 1945), carabiniere semplice, viene ucciso anch'egli a Favara (AG), in un conflitto a fuoco con dei banditi di Palma di Montechiaro.
- Strage di Contrada Apa (16 ottobre 1945): l'appuntato Michele Di Miceli e i carabinieri Rosario Pagano e Mario Paoletti vengono uccisi in un agguato.
- Giuseppe Scalia (25 novembre 1945), segretario della Camera del Lavoro.
- Giuseppe Puntarello (4 dicembre 1945), segretario della sezione di Ventimiglia di Sicilia (PA) del Partito Comunista.
- Francesco Sassano (25 marzo 1946), carabiniere scelto.
- Gaetano Guarino (16 maggio 1946), sindaco socialista di Favara (AG).
- Tommasa Perricone, in Spinelli, detta Masina, viene uccisa il 16 maggio 1946 a Burgio, durante l'attentato mafioso contro il candidato sindaco di Burgio, Antonio Guarisco.
- Pino Camilleri (28 giugno 1946), sindaco socialista di Naro (AG).
- Nicolò Azoti, segretario della Camera del lavoro di Baucina (PA) colpito dalla mafia il 21 dicembre 1946 e morto il 23 dicembre 1946.

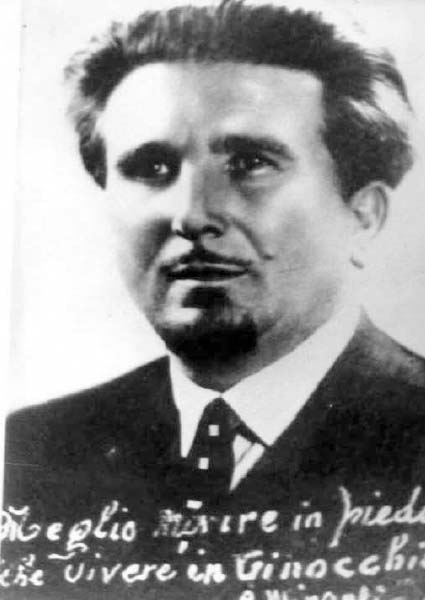
Accursio Miraglia.

- Accursio Miraglia (4 gennaio 1947), sindacalista, segretario della Camera confederale circondariale di Sciacca[30].
- Strage di Portella della Ginestra: 15 morti e 56 feriti (1º maggio 1947), contadini celebranti la festa del lavoro.
- Strage di Partinico (22 giugno 1947): sono uccisi Giuseppe Casarrubea e Vincenzo Lo Iacono dirigenti della locale Camera del Lavoro.
- Strage di Canicattì (21 dicembre 1947): 4 morti e circa 20 feriti. Gli uccisi sono i contadini Domenico Amato, Angelo Lauria, Salvatore Lupo e il carabiniere Giuseppe Jannolino.
- Epifanio Li Puma (2 marzo 1948), sindacalista ed esponente del Partito Socialista Italiano, capolega della Federterra.
- Placido Rizzotto (10 marzo 1948), ex-partigiano, dirigente del Partito Socialista Italiano e segretario della Camera del Lavoro di Corleone[31].
- Giuseppe Letizia (11 marzo 1948), un pastorello che assistette all'omicidio di Placido Rizzotto, fu ucciso dal mafioso e medico Michele Navarra, con un'iniezione letale[32].
- Calogero Cangelosi (1º aprile 1948), esponente del Partito Socialista Italiano e sindacalista, segretario della Camera del Lavoro di Camporeale, viene ucciso mentre torna a casa dopo una riunione.
- Giuseppe Biondo (22 ottobre 1948), mezzadro, ucciso dal proprietario del terreno in cui lavorava perché rivendicava la ripartizione dei prodotti agricoli per sé e gli altri contadini.

### Anni 1950
- Filippo Intili (7 agosto 1952), sindacalista, segretario della Camera del Lavoro di Caccamo (PA)[33][34].
- Claudio Splendido (6 febbraio 1955), sorvegliante di un deposito stradale vicino Corleone. Venne assassinato perché aveva confessato alla polizia di aver visto il latitante Luciano Liggio riunirsi con dei suoi collaboratori.
- Salvatore Carnevale (16 maggio 1955), sindacalista e militante del Partito Socialista Italiano di Sciara, in provincia di Palermo[35].
- Giuseppe Spagnolo (13 agosto 1955), sindacalista e dirigente politico.
- Pasquale Almerico (25 marzo 1957), maestro elementare, sindaco di Camporeale e segretario della sezione locale della Democrazia Cristiana.
- Vincenzo Di Salvo (18 marzo 1958), sindacalista di Licata.
- Giuseppina Savoca (18 settembre 1959), ragazzina tredicenne uccisa per sbaglio durante una sparatoria tra mafiosi a Palermo[8].
- Antonino e Vincenzo Pecoraro (26 ottobre 1959), due fratelli di 10 e 19 anni uccisi a Godrano (PA) perché imparentati con un clan rivale.[8]

### Anni 1960
- Cataldo Tandoy (30 marzo 1960), ex capo della squadra mobile di Agrigento[36].
- Antonio Damanti (30 marzo 1960), studente rimasto ucciso per sbaglio durante l'agguato a Cataldo Tandoy.[8]
- Cosimo Cristina (5 maggio 1960), giornalista[37].
- Paolo Bongiorno (27 settembre 1960), sindacalista[38].
- Paolino Riccobono (18 gennaio 1961), pastorello tredicenne ucciso a colpi di lupara nella borgata palermitana di Tommaso Natale nel corso della faida mafiosa tra le famiglie Cracolici e Riccobono[8].
- Strage di Ciaculli (30 giugno 1963): il tenente dei carabinieri Mario Malausa, i marescialli Silvio Corrao e Calogero Vaccaro, gli appuntati Eugenio Altomare e Marino Fardelli, il maresciallo dell'esercito Pasquale Nuccio e il soldato Giorgio Ciacci, uccisi dallo scoppio di un'autobomba abbandonata dai mafiosi in campagna[39].
- Carmelo Battaglia (24 marzo 1966), sindacalista e dirigente politico del Partito Socialista Italiano di Tusa, in provincia di Messina[40].
- Giuseppe Piani (29 dicembre 1967), nato a Santa Teresa di Riva nel 1929, appuntato dei carabinieri ucciso durante uno scontro a fuoco con un latitante.
- Strage di viale Lazio (10 dicembre 1969): rimangono uccisi il pregiudicato Francesco Tumminello, il socio-custode-guardaspalle di Girolamo Moncada, il manovale Salvatore Bevilacqua e il custode del cantiere Giovanni Domè.

### Anni 1970

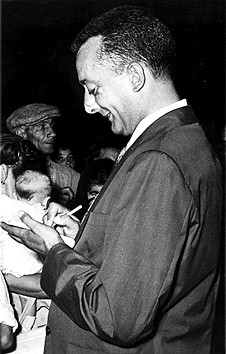
Mauro De Mauro

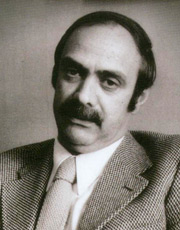
Boris Giuliano

- Mauro De Mauro (16 settembre 1970), giornalista. Sequestrato da un gruppo di mafiosi a causa dei suoi articoli giornalistici, il suo corpo non è mai stato ritrovato[41].
- Pietro Scaglione (5 maggio 1971), procuratore capo di Palermo[42].
- Antonino Lo Russo (5 maggio 1971), autista di Pietro Scaglione[42].
- Giovanni Spampinato (27 ottobre 1972), giornalista de "L'Ora" e de "L'Unità"[43].
- Gaetano Cappiello (2 luglio 1975), agente di pubblica sicurezza[44].
- Benedetto Zuccaro 13 anni, Lorenzo Pace, 14 anni, Riccardo Cristaldi e Giovanni La Greca 15 anni (7 luglio 1976), quattro ragazzi di Catania che vennero sequestrati e strangolati da Antonino Calderone, Salvatore Santapaola, Pino Cammarata e Vincenzo Cammarata; la loro "colpa" fu di aver scippato una borsetta alla madre del boss Benedetto Santapaola. Secondo le dichiarazioni di Calderone i cadaveri furono poi gettati in un pozzo e mai ritrovati.
- Giuseppe Russo (20 agosto 1977), tenente colonnello dei carabinieri. Insieme a lui viene ucciso l'insegnante Filippo Costa, 57 anni, che stava passeggiando con lui. I mandanti dell'assassinio furono i boss Totò Riina e Bernardo Provenzano, mentre gli esecutori che uccisero il colonnello Russo furono Leoluca Bagarella, Pino Greco detto Scarpuzzedda, Giovanni Brusca e Vincenzo Puccio. Riina, Provenzano e Bagarella finirono in carcere condannati all'ergastolo, Greco e Puccio furono assassinati da Riina e Brusca pentito fu messo ai domiciliari[45].
- Carlo Napolitano (21 novembre 1977), presunto guardaspalle del boss di Riesi, Giuseppe di Cristina.
- Giuseppe di Fede (21 novembre 1977), presunto guardaspalle del boss di Riesi, Giuseppe di Cristina.
- Gaetano Longo (17 gennaio 1978), avvocato, banchiere ed ex sindaco DC di Capaci[46].
- Ugo Triolo (26 gennaio 1978), Vice-pretore onorario di Prizzi, assassinato su mandato di Bernardo Provenzano[47].
- Peppino Impastato (9 maggio 1978), giovane attivista politico e speaker radiofonico di Cinisi, in provincia di Palermo[48].
- Salvatore Castelbuono (26 settembre 1978), Vigile Urbano del Comune di Bolognetta (PA)[49].
- Carmelo Di Giorgio (5 gennaio 1979), operaio.
- Filadelfio Aparo (11 gennaio 1979), vice Brigadiere della squadra mobile di Palermo[50].
- Mario Francese (26 gennaio 1979), giornalista[51].
- Michele Reina (9 marzo 1979), segretario provinciale della Democrazia Cristiana[52].
- Carmine Pecorelli (20 marzo 1979), giornalista.
- Giorgio Ambrosoli (12 luglio 1979), avvocato milanese liquidatore della Banca Privata Italiana di Michele Sindona[53].
- Boris Giuliano (21 luglio 1979), capo della squadra mobile di Palermo[54].
- Calogero Di Bona (28 agosto 1979), maresciallo ordinario in servizio presso il Carcere dell'Ucciardone di Palermo[55].
- Cesare Terranova (25 settembre 1979), magistrato[56].
- Lenin Mancuso (25 settembre 1979), maresciallo morto insieme a Cesare Terranova[56].
- Strage di San Gregorio (CT) (10 novembre 1979), vengono uccisi i carabinieri Giovanni Bellissima, Salvatore Bologna e Domenico Marrara[57].

### Anni 1980

Carlo Alberto dalla Chiesa

- Piersanti Mattarella (6 gennaio 1980), presidente della Regione Siciliana. In quella domenica a Palermo, non appena entrato in una Fiat 132 insieme con la moglie, i due figli e la suocera per andare a messa, si avvicinò un sicario al finestrino e lo freddò a colpi di pistola. A ordinare la sua uccisione fu Salvatore Riina e la Cupola, perché Mattarella aveva incominciato a contrastare l'ex sindaco Vito Ciancimino per un suo rientro nel partito con incarichi direttivi[58][59]. Nel 1995 vennero condannati all'ergastolo i mandanti dell'omicidio Mattarella: i delinquenti mafiosi Salvatore Riina, Michele Greco, Bernardo Brusca, Bernardo Provenzano, Giuseppe Calò, Francesco Madonia e Nenè Geraci.[60]
- Emanuele Basile (4 maggio 1980), capitano dei Carabinieri. Nel 1992 Riina venne condannato in contumacia all'ergastolo insieme al delinquente Francesco Madonia, per l'assassinio di Basile.[61]
- Gaetano Costa (6 agosto 1980), procuratore capo di Palermo ucciso con 3 pallottole da 2 sicari del capo palermitano Salvatore Inzerillo[62]. La motivazione dell'uccisione Costa, fu quella della firma dei mandati d'arresto contro gli Inzerillo-Spatola per narcotraffico.
- Vito Lipari (13 agosto 1980), sindaco DC di Castelvetrano (TP)[63].
- Carmelo Iannì (28 agosto 1980), imprenditore. Ucciso come rappresaglia per aver permesso ad alcuni poliziotti di infiltrarsi nel suo albergo ed arrestare il boss Gerlando Alberti[64].
- Fra Giacinto, al secolo Stefano Castronovo (6 settembre 1980), frate del convento palermitano di Santa Maria di Gesù con legami con il mafioso Stefano Bontate, dello schieramento perdente.
- Giuseppe Inzerillo (12 giugno 1981), figlio 17enne del boss Salvatore Inzerillo mutilato e ucciso dall'avversario capo Salvatore Riina per evitare che Giuseppe vendicasse l'omicidio del padre.
- Angelo di Bartolo (5 agosto 1981) fu una vittima innocente che rimase coinvolta in una sparatoria tra cosa nostra e la stidda.
- Vito Ievolella (Benevento, 4 dicembre 1929 – Palermo, 10 settembre 1981), maresciallo dei carabinieri di Palermo[65].
- Sebastiano Bosio (6 novembre 1981), medico, docente universitario[66].
- Onofrio Valvola (25 dicembre 1981), pensionato, ucciso da una pallottola vagante durante una sparatoria dei Corleonesi contro i suoi rivali a Bagheria[67].
- Alfredo Agosta (18 marzo 1982), maresciallo dei carabinieri di Catania del Nucleo di Polizia Giudiziaria dei Carabinieri del Tribunale di Catania. Molto noto nella città dove operava per essere un investigatore scrupoloso e preparato[68].
- Pio La Torre (30 aprile 1982), segretario del PCI siciliano[69].
- Rosario Di Salvo (30 aprile 1982), autista e uomo di fiducia di Pio La Torre[69].
- Gennaro Musella (3 maggio 1982), imprenditore[70].
- Rodolfo Buscemi e il cognato Matteo Rizzuto (24 maggio 1982), uccisi perché Rodolfo stava indagando sull'omicidio del fratello Salvatore[71].
- Antonino Peri (6 giugno 1982), autotrasportatore ed ex carabiniere[72].

La strage della circonvallazione

- Strage della circonvallazione (16 giugno 1982): Salvatore Raiti, Silvano Franzolin, Luigi Di Barca e Giuseppe Di Lavore, carabinieri, e Alfio Ferlito, boss di Catania, uccisi a colpi di fucile AK-47 dai killer del boss Nitto Santapaola, che mirava a prendere il posto di Ferlito[73].
- Antonino Burrafato (29 giugno 1982), Vice Brigadiere di Polizia, si stava apprestando ad andare al lavoro. Giunto a piazza Sant'Antonio alle ore 15.30 a poche decine di metri dal carcere, un commando di quattro uomini lo uccise usando esclusivamente armi corte[74].
- Paolo Giaccone (11 agosto 1982), medico legale[75].
- Giovanni Gambino (19 agosto 1982), imprenditore nel settore alimentare, ucciso perché voleva denunciare i suoi estorsori[76].
- Vincenzo Spinelli (30 agosto 1982), imprenditore tessile ucciso per essersi rifiutato di pagare il pizzo[77][78].
- Strage di via Carini (3 settembre 1982): Carlo Alberto dalla Chiesa, generale dei Carabinieri e prefetto del capoluogo siciliano; Emanuela Setti Carraro, moglie di dalla Chiesa, e Domenico Russo, agente di polizia, uccisi brutalmente mentre andavano a cena a Mondello[79].
- Benedetto Buscetta e Antonio Buscetta (11 settembre 1982), figli del pentito Tommaso Buscetta di 34 e 32 anni. I due giovani vennero rapiti poi torturati e strangolati da Pippo Calò, Salvatore Cancemi e altri mafiosi che volevano scoprire dove si fosse rifugiato il boss; i cadaveri furono poi bruciati e mai più ritrovati.
- Calogero Zucchetto (14 novembre 1982), agente di polizia della squadra mobile di Palermo[80].
- Giuseppe Genova e Orazio D'Amico (26 dicembre 1982), cognato e nipote di Buscetta.
- Vincenzo Buscetta (29 dicembre 1982), fratello del pentito Tommaso Buscetta.
- Giangiacomo Ciaccio Montalto (26 gennaio 1983), magistrato di punta di Trapani[81].
- Mario D'Aleo (13 giugno 1983), capitano dei carabinieri[82].
- Giuseppe Bommarito (13 giugno 1983), carabiniere[82].
- Pietro Morici (13 giugno 1983), carabiniere[82].
- Strage di via Pipitone (29 luglio 1983): Rocco Chinnici, capo dell'ufficio istruzione del Tribunale di Palermo; Salvatore Bartolotta, carabiniere; Mario Trapassi, maresciallo dei carabinieri; Stefano Li Sacchi, portinaio di casa Chinnici, uccisi dallo scoppio di un'autobomba, che provocò anche gravi danni alla facciata del palazzo adiacente.

Pippo Fava

- Rosalia Pipitone (23 settembre 1983), uccisa per ordine del padre Antonino, boss mafioso dell'Arenella, perché voleva separarsi dal marito[83].
- Simone Di Trapani (24 settembre 1983), lontano cugino e amico di Rosalia Pipitone[84].
- Salvatore Zangara (8 ottobre 1983), titolare di un laboratorio di analisi, ucciso per errore in uno scontro a fuoco tra mafiosi[85].
- Giuseppe Fava (5 gennaio 1984), giornalista ucciso con cinque colpi di pistola per ordine del boss catanese Benedetto Santapaola.
- Salvatore Anselmo (12 novembre 1984), delinquente mafioso pentito assassinato. Nel processo del 5 luglio 1994 è stato condannato all'ergastolo Salvatore Riina.[86]
- Mario Coniglio (14 novembre 1984), macellaio, Coniglio aveva 55 anni quando fu massacrato dentro la sua bottega di via degli Emiri alla Zisa, a sparare contro l'ambulante furono due sicari con il volto coperto, a bordo di un vespone. Testimone uno dei figli che si trovava accanto a lui mentre veniva ucciso. La sentenza ha riconosciuto la colpevolezza del padre di Ganci, Raffaele, boss del quartiere della Noce, e di Domenico Guglielmini, entrambi condannati a 30 anni di reclusione; confermata anche la condanna a 10 anni per il pentito Antonio Galliano, che aveva sempre negato il proprio coinvolgimento. Nel processo del 5 luglio 1994 è stato condannato all'ergastolo Salvatore Riina.[86]
- Leonardo Vitale (2 dicembre 1984), delinquente mafioso pentito. Vitale venne assassinato una domenica mattina con due colpi di lupara alla testa sparati da un uomo non identificato che lo raggiunse all'uscita dalla chiesa dei Cappuccini di Palermo mentre era in compagnia della madre[87]. Nel processo del 5 luglio 1994 è stato condannato all'ergastolo Salvatore Riina.[86]
- Pietro Busetta (7 dicembre 1984), imprenditore e maestro decoratore. Vittima innocente, ucciso solo per essere cognato di Buscetta[88], il cognome simile è solo un gioco del destino. Nel processo del 5 luglio 1994 è stato condannato all'ergastolo Salvatore Riina.[86]
- Strage del Rapido 904 (23 dicembre 1984): 16 persone rimangono uccise a causa di un attentato dinamitardo avvenuto nella galleria dell'Appennino[89].
- Roberto Parisi (23 febbraio 1985), imprenditore e presidente del Palermo calcio, assieme al suo autista Giuseppe Mangano[90].
- Pietro Patti (28 febbraio 1985), imprenditore. Rimase ferita anche la figlia Gaia di nove anni[91].
- Giovanni Carbone (13 marzo 1985), imprenditore edile, ucciso per essersi ribellato al racket[92].
- Strage di Pizzolungo (2 aprile 1985): Barbara Rizzo in Asta, signora morta nell'attentato con autobomba contro il sostituto procuratore Carlo Palermo, salvatosi miracolosamente; morti anche Giuseppe e Salvatore Asta, i due figli gemelli di 6 anni della donna[93].
- Giuseppe Spada (14 giugno 1985), imprenditore[94].
- Beppe Montana (28 luglio 1985), capo della Catturandi della Questura di Palermo. Di ritorno da una gita in mare quando mette piede a terra, viene assassinato a colpi di rivoltella, dritto in faccia, da Giuseppe Lucchese[95]. Il 17 febbraio 1995 la Corte di Assise di Palermo ha condannato i mandanti dell'assassinio Salvatore Riina, Michele Greco, Bernardo Brusca, Francesco Madonia e Bernardo Provenzano, vengono condannati all'ergastolo.
- Ninni Cassarà (6 agosto 1985), dirigente della squadra mobile di Palermo, e il suo collega Roberto Antiochia, agente di polizia. Nel primo pomeriggio il vicequestore Cassarà stava rientrando a casa, insieme a tre collaboratori. Quando l'Alfetta blindata con i quattro poliziotti entrò nel cortile del palazzo, dall’ammezzato di un edificio di fronte, una decina di delinquenti mafiosi armati di Kalashnikov fecero fuoco. Il vicequestore Cassarà e l’agente Antiochia morirono sul colpo, falciati da decine di proiettili. Un terzo agente venne gravemente ferito. Il quarto agente, l’assistente Natale Mondo, si salvò per miracolo riparandosi sotto alla vettura[96]. Il 17 febbraio 1995, i mandanti dell'assassinio Salvatore Riina, Michele Greco, Bernardo Brusca, Francesco Madonia e Bernardo Provenzano, furono condannati all'ergastolo.
- Graziella Campagna (12 dicembre 1985), diciassettenne di Saponara (ME) che aveva riconosciuto due latitanti[97].
- Giovanni Giordano (15 gennaio 1986), ucciso perché conosceva il nascondiglio di un boss latitante[98].
- Giuseppe Pillari (31 gennaio 1986), bracciante di 50 anni, ucciso perché era il testimone di un omicidio commesso da esponenti di Cosa nostra[99].
- Claudio Domino (7 ottobre 1986), bambino di 11 anni che stava passeggiando nel quartiere di San Lorenzo a Palermo. Venne ucciso con un colpo di arma da fuoco a bruciapelo da un sicario in motocicletta. Cosa Nostra attraverso le gabbie del bunker del carcere de L'Ucciardone, avendolo concordato prima, fece leggere a Giovanni Bontate, fratello di Stefano Bontate (anche lui poi ucciso) un comunicato che condannava tale omicidio e che non attribuiva origini mafiose (Per tale comunicato pentiti quali Francesco Marino Mannoia e Giovanni Brusca hanno riferito che Giovanni Bontate fu ucciso l'anno seguente, avendo indirettamente ammesso l'esistenza di Cosa Nostra con quel "Noi ...")[100].
- Giuseppe Insalaco (12 gennaio 1988), ex sindaco di Palermo[101].
- Natale Mondo, (14 gennaio 1988), agente di polizia scampato all'attentato in cui persero la vita Ninni Cassarà e Roberto Antiochia, venne ucciso perché si era infiltrato nelle cosche mafiose[102].
- Alberto Giacomelli (14 settembre 1988), ex magistrato in pensione[103].
- Antonino Saetta (25 settembre 1988), giudice ucciso con il figlio Stefano Saetta[104].
- Mauro Rostagno (26 settembre 1988), leader della comunità Saman per il recupero dei tossicodipendenti e giornalista, dai microfoni di una televisione locale faceva i nomi di capi mafia e di politici corrotti. Venne assassinato a Valderice (TP)[105].
- Giuseppe Montalbano (18 novembre 1988), medico, Camporeale, provincia di Palermo; ucciso perché il suo comportamento corretto dava "fastidio" ad un gregario di Giovanni Brusca che lavorava presso il comune di Camporeale[106].
- Carmelo Giallombardo (11 dicembre 1988), appuntato dei Carabinieri[107].
- Luigi Ranieri (14 dicembre 1988), imprenditore di 60 anni, ucciso perché non voleva assoggettarsi al sistema degli appalti controllato da Cosa nostra[108].
- Pietro Polara (27 febbraio 1989), commerciante di macchine agricole. Venne assassinato a Gela (CL)[109].
- Antonio D'Onufrio (16 marzo 1989), proprietario terriero a Ciaculli, allenatore di pallacanestro, marito e padre[110].
- Gianluigi Barletta (21 aprile 1989), bambino di 10 anni. Venne ferito alla gola durante una sparatoria[111] da un appartenente al clan Cappello[112].
- Vincenzo Puccio (11 maggio 1989), mafioso, assassino della famiglia di delinquenti di Ciaculli. Puccio è stato assassinato l'11 maggio 1989 mentre era detenuto al carcere dell'Ucciardone: il killer Giuseppe Marchese gli fracassò la testa nel sonno con un colpo di padella in ghisa. Ad ordinare l'omicidio fu Totò Riina perché Puccio si stava organizzando con alcuni picciotti per prendere il potere assoluto di Cosa nostra che era nelle mani di Riina.
- Giacomo Palazzolo (20 maggio 1989), strangolato da Giovanni Brusca, Antonino Madonia e Salvatore Biondino perché stava dando la caccia ai mafiosi latitanti.
- Paolo Vinci e Calogero Loria (11 luglio 1989), due ragazzi di 17 e 26 anni, uccisi per errore in un agguato mafioso[113].
- Antonino Agostino (5 agosto 1989), agente di polizia, e la moglie Ida Castelluccio, incinta di due mesi[114].
- Anna Cambria (8 novembre 1989), ragazza di 16 anni uccisa per errore in un agguato mafioso mentre usciva da un bar di Milazzo[115].
- Leonarda Cosentino, Vincenza Marino Mannoia e Lucia Cosentino (23 novembre 1989), rispettivamente madre, sorella e zia del pentito Francesco Marino Mannoia[116].

### Anni 1990
- Vincenzo Miceli (23 gennaio 1990), geometra e imprenditore di Monreale, ucciso per non aver voluto pagare il pizzo[117].
- Emanuele Piazza (16 marzo 1990), agente di polizia strangolato e sciolto nell'acido[118].
- Giovanni Trecroci (7 febbraio 1990) vicesindaco di Villa San Giovanni [119].
- Giuseppe Miano (18 marzo 1990), mafioso pentito.
- Nicola Gioitta (21 marzo 1990), gioielliere[120].
- Gaetano Genova (30 marzo 1990), vigile del fuoco sequestrato e ucciso perché ritenuto un confidente della polizia. Il suo corpo verrà ritrovato 8 anni dopo in seguito alle dichiarazioni del pentito Enzo Salvatore Brusca[121].
- Giovanni Bonsignore (9 maggio 1990), funzionario della Regione Siciliana[122].
- Calogero La Piana (31 luglio 1990), ucciso perché testimone di un omicidio[123].
- Giovanni Salamone (12 gennaio 1991), geometra, imprenditore edile e consigliere comunale di Barcellona Pozzo di Gotto.
- Nicola Di Marco (22 febbraio 1991), geometra del comune di Misterbianco (CT)[124].
- Sergio Compagnini (5 marzo 1991), imprenditore.
- Francesco Paolo Pipitone (2 aprile 1991), direttore della Cassa rurale ed artigiana di Altofonte, ucciso perché si era opposto a dei mafiosi che stavano compiendo una rapina[125].
- Gaspare Palmeri (18 giugno 1991), agente tecnico del corpo forestale della regione Siciliana[126].
- Giuseppe Sceusa e Salvatore Sceusa (19 giugno 1991), due fratelli imprenditori edili strangolati e sciolti nell'acido in una villetta a Capaci per aver edificato un terreno senza il permesso di Cosa nostra[127]. Gli esecutori del delitto furono Nino Giuffrè, Salvatore Biondino e Francesco Onorato.
- Giuseppe Savoca e Andrea Savoca (26 luglio 1991), padre e figlio uccisi mentre erano in macchina da un commando di mafiosi che volevano punire il padre in quanto rapinatore di tir nella zona comandata dai boss Matteo Motisi e Michelangelo La Barbera; il bambino aveva solo 4 anni[128]. Nell'auto era presente anche l'altro figlio dell'uomo, Massimiliano di 2 anni e mezzo rimasto miracolosamente illeso.
- Antonino Scopelliti (9 agosto 1991), giudice[129].
- Felice Dara (18 agosto 1991), ragazzo di 20 anni, ucciso ad Alcamo (TP) da esponenti di Cosa nostra, perché questi ultimi lo ritenevano in rapporti con un esponente della Stidda[130].
- Libero Grassi (29 agosto 1991), imprenditore attivo nella lotta contro le tangenti alle cosche e il racket[131].
- Serafino Ogliastro (12 ottobre 1991), ex agente della Polizia di Stato. Ucciso a Palermo da Salvatore Grigoli con il metodo della lupara bianca perché i mafiosi di Brancaccio sospettavano fosse a conoscenza degli autori dell'omicidio di un mafioso, Filippo Quartararo[132]. Al processo, Grigoli si autoaccusava dell'omicidio indicando altri 7 complici.
- Vincenzo D'Agostino (3 dicembre 1991), imprenditore strangolato e sciolto nell'acido in un capannone nella zona di Capaci. Gli esecutori del delitto furono Salvatore Biondino, Francesco Onorato e Simone Scalici.
- Salvatore Mineo (22 febbraio 1992), commerciante, ucciso perché si era ribellato al racket[133].
- Salvo Lima (12 marzo 1992), uomo politico democristiano, eurodeputato ed ex sindaco di Palermo ucciso perché vicino a Giulio Andreotti, presidente del Consiglio, come ritorsione per i più severi provvedimenti adottati dal governo italiano contro la mafia.
- Salvatore Colletta e Mariano Farina (31 marzo 1992), due ragazzi di 15 e 12 anni scomparsi che si ritiene siano stati vittime di "lupara bianca".
- Giuliano Guazzelli (4 aprile 1992), maresciallo dei carabinieri[134].
- Paolo Borsellino (21 aprile 1992), imprenditore ritrovato ucciso sulla sua Fiat panda, omonimo del giudice Paolo Borsellino[135].
- Strage di Capaci (23 maggio 1992): Giovanni Falcone, magistrato; Francesca Morvillo, magistrato, moglie di Giovanni Falcone; Antonio Montinaro, agente di polizia facente parte della scorta di Giovanni Falcone; Rocco Dicillo, agente di polizia facente parte della scorta di Giovanni Falcone; Vito Schifani, agente di polizia facente parte della scorta di Giovanni Falcone. Il mafioso pentito Giovanni Brusca si autoaccusò di aver guidato il commando malavitoso che sistemò l'esplosivo in un tunnel scavato sotto un tratto dell'autostrada A29 all'altezza di Capaci e fu lui a premere il pulsante del radiocomando che causò l'esplosione, proprio nel momento in cui passavano le auto di scorta del giudice Falcone.
- Vincenzo Napolitano (23 maggio 1992), uomo politico democristiano, sindaco di Riesi ucciso per ordine dei fratelli Pino Cammarata e Vincenzo Cammarata.
- Vincenzo Milazzo (15 luglio 1992), boss di Alcamo (TP) torturato e ucciso con un colpo di pistola; il giorno dopo anche la sua convivente Antonella Bonomo, 23 anni incinta dell'uomo venne strangolata. Gli esecutori materiali dei delitti furono Leoluca Bagarella, Giovanni Brusca e Matteo Messina Denaro. I cadaveri vennero poi sepolti in aperta campagna e ritrovati grazie alle dichiarazioni di un pentito.
- Strage di via d'Amelio (19 luglio 1992): Paolo Borsellino, magistrato; Emanuela Loi, agente di polizia facente parte della scorta di Paolo Borsellino (prima donna della Polizia di Stato a cadere in servizio)[136]; Walter Eddie Cosina, agente di polizia facente parte della scorta di Paolo Borsellino; Vincenzo Li Muli, agente di polizia facente parte della scorta di Paolo Borsellino; Claudio Traina, agente di polizia facente parte della scorta di Paolo Borsellino; Agostino Catalano, agente di polizia facente parte della scorta di Paolo Borsellino.
- Rita Atria (27 luglio 1992), testimone di giustizia e figlia di un mafioso, muore suicida dopo la morte di Paolo Borsellino, con il quale aveva iniziato a collaborare.
- Giovanni Lizzio (27 luglio 1992), ispettore della squadra mobile.
- Ignazio Salvo (17 settembre 1992), esattore, condannato per associazione mafiosa e ucciso su ordine di Totò Riina per non aver saputo modificare in Cassazione la sentenza del maxiprocesso che condannò Riina all'ergastolo.
- Paolo Ficalora (28 settembre 1992), proprietario di un villaggio turistico[137].
- Pasquale Di Lorenzo (13 ottobre 1992), sovrintendente della Polizia Penitenziaria[138].
- Gaetano Giordano (10 dicembre 1992), commerciante.
- Giuseppe Borsellino (17 dicembre 1992), imprenditore, padre dell'imprenditore Paolo Borsellino ucciso otto mesi prima, quest'ultimo omonimo del giudice Paolo Borsellino[139].
- Beppe Alfano (8 gennaio 1993), giornalista[140].
- Angelo Gullo (22 gennaio 1993), ragazzo di 26 anni ucciso da Calogero Ganci e Salvatore Cancemi perché responsabile di essersi introdotto nella villa in cui risiedeva Salvatore Riina al momento del suo arresto. Il suo corpo non è mai stato ritrovato.
- Strage di via dei Georgofili a Firenze (27 maggio 1993): Caterina Nencioni, bambina di 50 giorni; Nadia Nencioni, bambina di 9 anni; Angela Fiume, custode dell'Accademia dei Georgofili, 36 anni; Fabrizio Nencioni, 39 anni; Dario Capolicchio, studente di architettura, 22 anni.
- Fabio Garofalo (1° agosto 1993), ragazzo di 18 anni ucciso perché testimone di una sparatoria [141].
- Strage di via Palestro a Milano (27 luglio 1993): Carlo La Catena, Sergio Pasotto, Stefano Picerno (vigili del fuoco); Alessandro Ferrari (agente di polizia municipale); Moussafir Driss.
- Pino Puglisi (15 settembre 1993), sacerdote, impegnato nel recupero dei giovani reclutati da Cosa Nostra nel quartiere Brancaccio a Palermo, controllato dalla Famiglia Graviano[142]. Viene beatificato il 25 maggio 2013.
- Antonino Fava (18 gennaio 1994) carabiniere.
- Vincenzo Garofalo (18 gennaio 1994) carabiniere.
- Luigi Bodenza (24 marzo 1994), assistente capo della Polizia Penitenziaria[143].
- Cosimo Fabio Mazzola (5 aprile 1994), fu ucciso mentre si trova su una Fiat tipo rossa perché era ex fidanzato della moglie del mafioso Giuseppe Monticciolo[144]; la donna figlia del capomafia Giuseppe Agrigento non accettò di sposare Mazzola perché non appartenente al suo ambiente.
- Ignazio Panepinto (30 maggio 1994), titolare di un impianto di calcestruzzo[145].
- Salvatore Bennici (25 giugno 1994), imprenditore, ucciso perché si era ribellato al racket[146].
- Liliana Caruso (10 luglio 1994), moglie di Riccardo Messina, pentito[147].
- Agata Zucchero (10 luglio 1994), suocera di Riccardo Messina, pentito[147].
- Calogero Panepinto (19 settembre 1994), fratello di Ignazio Panepinto, assassinato il 30 maggio dello stesso anno[69].
- Francesco Maniscalco (19 settembre 1994), operaio di 42 anni, ucciso insieme a Calogero Panepinto[69].
- Giuseppe Giammona (28 gennaio 1995)[148].
- Pietro Sanua (4 febbraio 1995) commerciante.
- Giovanni Salamone (17 febbraio 1995), ucciso per errore a Belmonte Mezzagno[149].
- Giovanna Giammona (25 febbraio 1995)[148].
- Francesco Saporito (25 febbraio 1995)[148].
- Marcello Grado (2 marzo 1995), 23 anni, nipote del pentito Salvatore Contorno ucciso a colpi di pistola da due killer in motocicletta.
- Luigi Vullo (2 marzo 1995), 22 anni incensurato, ucciso insieme a Marcello Grado.
- Domenico Buscetta (6 marzo 1995), nipote del pentito Tommaso Buscetta, ucciso da Leoluca Bagarella[150].
- Gianmatteo Sole (22 marzo 1995), geometra di 24 anni. Torturato e bruciato vivo perché stava indagando sull'omicidio di Marcello Grado, in quanto fidanzato di sua sorella Angela[151].
- Francesco Marcone (31 marzo 1995), funzionario dello stato. Ucciso con colpo calibro 38 in testa e al cuore per aver rifiutato le corruzioni sulle pratiche edili, l'omicidio rimane tutt'oggi senza colpevole.
- Gaetano Buscemi (28 aprile 1995), pregiudicato di 29 anni, nipote del boss Pietro Aglieri, strangolato da Leoluca Bagarella.
- Carmela Minniti (1º settembre 1995), moglie di Benedetto Santapaola, detto Nitto, boss catanese.
- Pierantonio Sandri (3 settembre 1995), giovane di Niscemi, sequestrato e ucciso perché testimone di atti intimidatori, il corpo occultato è stato recuperato 14 anni dopo, in seguito alle rivelazioni di un pentito[152].
- Paolo De Montis (21 settembre 1995), Finanziere Mare, originario di Santa Giusta (OR), venne ucciso e il suo corpo abbandonato presso la discarica di Bellolampo, poco fuori Palermo[153].
- Serafino Famà (9 novembre 1995), avvocato penalista catanese, ucciso a pochi passi dal suo studio perché era un esempio di onestà intellettuale e professionale[154].
- Giuseppe Montalto (23 dicembre 1995) Poliziotto Penitenziario in servizio all'Ucciardone di Palermo, ucciso per ordine del boss Vincenzo Virga[155].
- Giuseppe Di Matteo (11 gennaio 1996), figlio del collaboratore di giustizia Santino Di Matteo, ucciso e sciolto in una vasca di acido nitrico[156].
- Luigi Ilardo (10 maggio 1996), cugino del boss Giuseppe Madonia, ucciso poco prima di divenire un collaboratore di giustizia.
- Santa Puglisi (27 agosto 1996), giovane vedova ventiduenne di un affiliato a un clan mafioso, picchiata e uccisa nel cimitero di Catania insieme al nipote Salvatore Botta di 14 anni[157].
- Antonio Barbera (7 settembre 1996), giovane di Biancavilla (CT), massacrato a diciotto anni con una decina di colpi di pistola in testa, in un agguato in "contrada Sgarro" (Catania). Gli omicidi non hanno ricevuto alcuna condanna dal processo, celebrato nell'aula bunker del carcere "Bicocca" di Catania; il processo è stato celebrato anche in Corte d'appello e in Cassazione, senza che la famiglia del ragazzo venisse informata.
- Giuseppe La Franca (4 gennaio 1997), avvocato, assassinato perché non voleva cedere le sue terre ai fratelli Vitale[158].
- Giulio Giuseppe Castellino (25 febbraio 1997), ferito gravemente alla testa con colpi di arma da fuoco il dott. Giulio Giuseppe Castellino, dirigente del Servizio d'igiene pubblica presso la Usl di Agrigento. Castellino è stato per oltre un decennio ufficiale sanitario a Palma di Montechiaro (AG), dove abitava. Consigliere Comunale ed Assessore nel Comune di Palma di Montechiaro per diverse volte. Nel novembre 1997 furono sparati colpi di lupara contro il portone della sua abitazione. Castellino spirerà il 25 febbraio.[159][160]
- Gaspare Stellino (12 settembre 1997), commerciante, morto suicida per non deporre contro i suoi estorsori.
- Giuseppe Lo Nigro[161] (1º dicembre 1997), imprenditore edile, scomparso da Altofonte, in provincia di Palermo ancor'oggi di lui nessuna traccia.
- Domenico Geraci (8 ottobre 1998), sindacalista di Caccamo, in provincia di Palermo[162].
- Salvatore Ottone (2 gennaio 1999), ucciso per errore nella Strage di San Basilio a Vittoria (RG)[163].
- Rosario Salerno (2 gennaio 1999), ucciso per errore nella Strage di San Basilio a Vittoria (RG)[163].
- Stefano Pompeo (22 aprile 1999), ragazzo ucciso per errore al posto di un potente boss locale[164].
- Filippo Basile (5 luglio 1999), funzionario della Regione Siciliana[165].
- Sultano Salvatore Antonio (21 luglio 1999), ragazzo ucciso per sbaglio dentro una sala da barba nel quartiere San Giacomo a Gela in provincia di Caltanissetta.
- Vincenzo Vaccaro Notte[166] (3 novembre 1999), imprenditore di Sant'Angelo Muxaro (AG), assassinato perché non accettava i condizionamenti mafiosi[167].

## XXI secolo

### Anni 2000
- Salvatore Vaccaro Notte (5 febbraio 2000), caposquadra forestale e fratello di Vincenzo, ucciso per non essersi piegato ai condizionamenti di una cosca locale meglio conosciuta come "Cosca dei Pidocchi"[168].
- Carmelo Benvegna (6 dicembre 2001), commerciante d'auto, pensionato cinquantaseienne originario di Taormina, ucciso a Calatabiano (Catania), nel suo agrumeto, con un solo colpo di fucile calibro 12 alla testa. Paga il fatto di aver in passato denunciato e fatto arrestare i suoi estorsori.
- Michele Amico (23 ottobre 2003), cinquant'anni, titolare di una cartoleria-tabaccheria, è ucciso a Caltanissetta, per essersi rifiutato di pagare il pizzo. Attirato con una scusa in una trappola davanti alla sua casa estiva in località Cozzo di Naro, è ferito da un primo proiettile di pistola da un killer che lo insegue e lo abbatte con altri quattro colpi, di cui uno alla testa. L'assassino, Agesilao Mirisola, condannato all'ergastolo, si pente.
- Attilio Manca (12 febbraio 2004) medico noto per aver operato Bernando Provenzano durante la sua latitanza. Venne ritrovato morto nella sua abitazione a Viterbo.
- Giuseppe Bruno (27 maggio 2004) tabaccaio, bruciato e dato in pasto ai maiali perché aveva manifestato l'intenzione di volere riscuotere un credito che vantava nei confronti di Maurizio Giuseppe Nicosia e Michele Nicosia, esponenti del clan Nicosia di Villarosa.
- Giuseppe D'Angelo (22 agosto 2006), pensionato, ucciso da diversi proiettili perché scambiato con il volto del boss Bartolomeo Spatola, dai sicari del capomafia Salvatore Lo Piccolo davanti a un fruttivendolo del quartiere Sferracavallo di Palermo[169].
- Bartolomeo Lino Spatola (18 settembre 2006), boss di Tommaso Natale-Sferracavallo strangolato e ucciso tra Montelepre e Giardinello e poi seppellito all’interno di un terreno di Villagrazia di Carini. Il giorno della scomparsa si trovava in casa, a Tommaso Natale: disse alla sorella che sarebbe mancato per qualche ora. Poi però svanì nel nulla, mettendo in agitazione magistrati ed inquirenti che ricollegarono sin da subito questa sparizione a una possibile nuova guerra di mafia. Intuizione che in effetti si è rivelata esatta. Salvatore Lo Piccolo e il figlio Sandro si erano convinti che Spatola li avesse 'traditi' e si fosse avvicinato al loro rivale, Antonino Rotolo, capo del mandamento mafioso di Pagliarelli, nell’ambito di contrasti già esistenti tra le due fazioni e dovuti al rientro dagli Usa dei cosiddetti 'scappati', cioè coloro che avevano perso la seconda guerra di mafia e, per avere salva la vita, erano stati costretti ad allontanarsi dalla Sicilia.

### Anni 2010
- Enzo Fragalà (26 febbraio 2010), avvocato e politico, ucciso perché indirizzava i suoi clienti all'apertura verso la magistratura.
- Giuseppe Calascibetta (19 settembre 2011), capo mandamento della cosca di Santa Maria di Gesù di Palermo, Nonostante ufficialmente gestisse un'azienda che commercializzava gesso, alcuni pentiti come Giuseppe Di Maio, Maurizio Spataro e Manuel Pasta fecero il suo nome indicando il suo nuovo ruolo di vertice nella cosca di Santa Maria di Gesù raggiunto dopo l'arresto del boss Ino Corso. Viene ucciso con due colpi alla testa da dei sicari mentre si trovava nell'abitacolo della sua microcar sotto casa sua in via Bagnera a Belmonte Chiavelli.
- Giuseppe Di Giacomo (12 marzo 2014), boss di Porta Nuova, Ucciso a colpi di pistola in via Eugenio l'Emiro, nel quartiere Zisa di Palermo.
- Giuseppe Dainotti (22 maggio 2017), boss del mandamento di Porta Nuova, è stato ucciso a colpi di pistola da due killer in sella a uno scooter mentre stava pedalando in bici nel quartiere Zisa di Palermo.

### Anni 2020
- Angelo Ventura (30 gennaio 2025), Appartenente a una famiglia di spicco di Vittoria venne gambizzato e lasciato in fin di vita al pronto soccorso dell'ospedale di Vittoria a Ragusa. Nelle immagini di videosorveglianza, visionate dalla polizia, due uomini lo trascinarono fuori dal bagagliaio di un'utilitaria per poi fuggire. Ventura, ferito alla coscia da un colpo di fucile, nella notte fu operato d'urgenza, ma nella mattinata successiva morì.